# Thảm sát hạt nhân

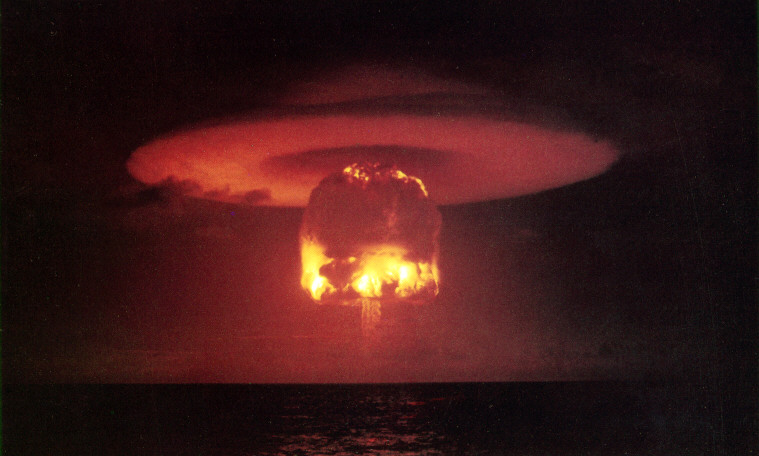
Đám mây hình nấm từ vụ nổ Castle Romeo năm 1954.

Ngày tận thế hạt nhân hoặc thảm sát hạt nhân, thảm sát nguyên tử là một kịch bản lý thuyết liên quan đến sự tàn phá trên diện rộng và phóng xạ bụi phóng xạ gây ra sự sụp đổ của nền văn minh, thông qua việc sử dụng vũ khí hạt nhân. Theo kịch bản như vậy, một số hoặc toàn bộ Trái Đất không thể ở được bằng chiến tranh hạt nhân trong các cuộc chiến tranh thế giới trong tương lai.
Bên cạnh sự phá hủy ngay lập tức của các thành phố bởi các vụ nổ hạt nhân, hậu quả tiềm tàng của một cuộc chiến tranh hạt nhân có thể liên quan đến bão lửa, mùa đông hạt nhân, bệnh phóng xạ lan rộng từ bụi phóng xạ và/hoặc mất tạm thời nhiều công nghệ hiện đại do xung điện từ. Một số nhà khoa học, chẳng hạn như Alan Robock, đã suy đoán rằng một cuộc chiến tranh nhiệt hạch có thể dẫn đến sự kết thúc của nền văn minh hiện đại trên Trái Đất, một phần là do mùa đông hạt nhân kéo dài. Trong một mô hình thử nghiệm, nhiệt độ trung bình của Trái Đất sau một cuộc chiến nhiệt hạch hoàn toàn giảm trong vài năm trung bình từ 7 đến 8 độ C.
Tuy nhiên, các nghiên cứu thời Chiến tranh Lạnh đầu tiên cho thấy rằng hàng tỷ người sẽ sống sót sau những tác động tức thời của các vụ nổ hạt nhân và phóng xạ sau một cuộc chiến tranh nhiệt hạch toàn cầu. Một số học giả   cho rằng chiến tranh hạt nhân có thể gián tiếp góp phần vào sự tuyệt chủng của con người thông qua các tác động thứ yếu, bao gồm hậu quả môi trường, sự sụp đổ xã hội và sụp đổ kinh tế. Thêm vào đó, nó đã được lập luận rằng ngay cả một trao đổi hạt nhân tương đối quy mô nhỏ giữa Ấn Độ và Pakistan liên quan đến năng lượng cỡ 100 lần thảm họa Hiroshima (15 kiloton), có thể gây ra một mùa đông hạt nhân và giết hơn một tỷ người.
Từ năm 1947, Đồng hồ Ngày tận thế của Bản tin của các nhà khoa học nguyên tử đã hình dung ra thế giới gần với một cuộc chiến tranh hạt nhân như thế nào.
Mối đe dọa của một vụ thảm sát hạt nhân đóng một vai trò quan trọng trong nhận thức phổ biến về vũ khí hạt nhân. Nó có tính năng trong khái niệm bảo mật về sự hủy diệt được đảm bảo lẫn nhau (MAD)   và là một kịch bản phổ biến trong chủ nghĩa sinh tồn. Thảm sát hạt nhân là một chủ đề phổ biến trong văn học và phim ảnh, đặc biệt là trong các thể loại giả tưởng như khoa học viễn tưởng, dystopian và tiểu thuyết hậu tận thế.